# Tardinghen
Tardinghen è un comune francese di 173 abitanti situato nel dipartimento del Passo di Calais nella regione dell'Alta Francia.

## Villaggi vicini
Audresselles, Audinghen, Wissant,

## Società

### Evoluzione demografica
Abitanti censiti